# Університет Гуаякіля
Університе́т Гуаякі́ля (ісп. Universidad de Guayaquil) — найстаріший у місті Гуаякіль.

## Історія
Університет мав пройти через процес заснування, який розпочався в 1843 році, керований прагненнями жителів міста мати власне місце для професійної підготовки. Після кількох спроб заснувати університет освітню організацію повністю визначено в 1867 році. Педро Карбо, як президент Сенату, 15 жовтня 1867 року видав декрет про створення Університетської ради Гуаяс у відповідь на зростання попиту на офіційний університет. Університетська рада створена 1 грудня того ж року. Ця дата тепер вважається ювілеєм університету, тому що з цього дня наукові ступені можуть присуджуватися самостійно. Це був перший університет в Еквадорі, який прийняв університетську реформу, започатковану 1918 року в Національному університеті Кордови (Аргентина), яка поступилася місцем студентському спільному уряду та академічній свободі. Наприкінці ХІХ століття він займав територію Будинку університету Педро Карбо, однак між 1949 і 1954 роками він почав переміщатися до свого нинішнього головного кампусу. За всю його історію кілька впливових діячів у політиці та інших науках були частиною студентського корпусу університету, а також його факультету та ради директорів.
У 2017 році близько 55 800 студентів бакалаврату зарахувалися, включаючи головний кампус і його розширення, як в особистому, так і в змішаному режимі навчання. Завдяки цій цифрі він вважається університетом з найбільшою кількістю студентів у всій країні. Офіційно тут працює 3700 постійних викладачів, але є й сумісники. Тут також багато адміністративних та обслуговуючих працівників.
Він також вважається одним з університетів з найбільшим впливом на національне політичне життя. Уже не є звичайним свідком студентських демонстрацій і маршів, які іноді навіть призводили до сутичок з правоохоронними органами. Нині він пов'язаний з Національною радою вищої освіти, і його зміни неминучі, як з погляду його інфраструктури, так і розвитку його досліджень. Він володар трьох статуеток «Матильда Ідальго», нагород за науку, інновації та технології.

## Структура

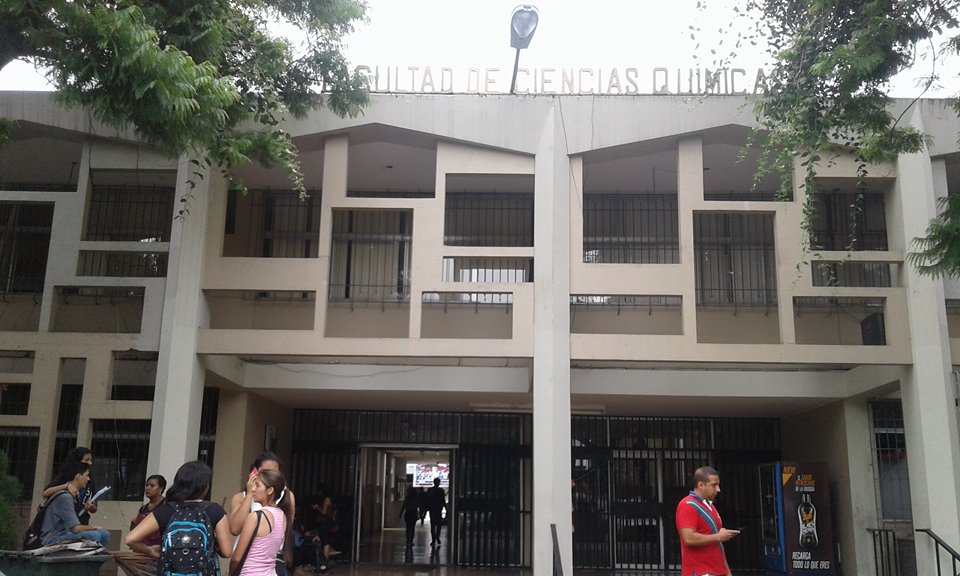
Центральний блок факультету хімічних наук

Університет складається з 18 факультетів, які пропонують 52 курси бакалаврату, а також п'ять інститутів післядипломної освіти. Нині у складі Університету діють такі факультети:
- архітектури та містобудування
- адміністративних наук
- сільськогосподарських наук
- економічних наук
- математичних і фізичних наук
- медичних наук
- природничих наук
- психологічних наук
- хімічних наук
- соціальної комунікації
- філософії, літератури та педагогічних наук
- промислового машинобудування
- інженерно-хімічний
- фізичного виховання, спорту та відпочинку
- права та соціально-політичних наук
- ветеринарної медицини та тваринництва
- пілотний факультет стоматології
- розвитку наук

## Відомі випускники
- Альфредо Бакерісо — президент Еквадору у 1912, 1916—1920 та 1931—1932 роках;
- Хуан де Діос Мартінес — президент Еквадору у 1932—1933 роках;
- Карлос Альберто Арройо дель Ріо — президент Еквадору у 1939, 1940—1944 роках;
- Карлос Хуліо Аросемена Монрой — президент Еквадору у 1961—1963 роках;
- Отто Аросемена — президент Еквадору у 1966—1968 роках;
- Хайме Рольдос Агілера — президент Еквадору у 1979—1981 роках;
- Сіксто Дюран Бальєн — президент Еквадору у 1992—1996 роках;
- Абдала Букарам — президент Еквадору у 1996—1997 роках;
- Густаво Нобоа — президент Еквадору у 2000—2003 роках;
- Альфредо Паласіо Гонсалес — президент Еквадору у 2005—2007 роках.